# Kyphosus sydneyanus
Kyphosus sydneyanus és una espècie de peix pertanyent a la família dels kifòsids.

## Descripció
- Pot arribar a fer 80 cm de llargària màxima 1.130 g de pes.[3][4][5]

## Alimentació
Menja algues.

## Hàbitat
És un peix marí i d'aigua salabrosa, demersal i de clima temperat.

## Distribució geogràfica
Es troba al Pacífic sud-occidental: Austràlia (incloent-hi l'illa de Lord Howe i Norfolk) i Nova Zelanda.

## Observacions
És inofensiu per als humans.